# Onésime Delafond
Pour les articles homonymes, voir Delafond.
Henri-Mamert-Onésime Delafond, né le 13 février 1805 (24 pluviôse an XIII) à Saint-Amand-en-Puisaye (Nièvre) et mort le 15 novembre 1861, est un vétérinaire français, professeur à l'École d'Alfort.  Il est l'un des pionniers de la bactériologie, en étant le premier à tenter et réussir une culture bactérienne.

## Biographie
Né le 13 février 1805 à Saint-Amand-en-Puisaye (58310), il épouse en 1840 Marguerite Caroline Tonnelier dont il aura une fille Cécile Delafond qui épouse le médecin Jules Henri Ley.  D’une famille de cultivateurs, Delafond est reçu élève de l’École vétérinaire d’Alfort en octobre 1823, où il reste 4 ans avant de retourner dans son pays natal. 
Il aspire à l’enseignement, et il se retrouve associé à son ancien professeur, Alexis-Casimir Dupuy (1774-1849), qui le soutient. Une place de chef de service étant vacante en 1828, il se présente et obtient l’emploi. Il continue alors d’étudier, toujours avec le soutien et l’influence de Dupuy, qui traite beaucoup de l’anatomie pathologique.
En 1833, il prend la place de professeur de pathologie, de thérapeutique et de police sanitaire à Alfort ; alors, voyant l’absence flagrante de livres classiques à destination des élèves, il produit quatre ouvrages de synthèse et de recherche (Traité de police sanitaire, Traité de thérapeutique, Traité de pathologie générale, Traité de matière médicale).
En 1841, par ordre du gouvernement, il est chargé d'une mission d'étude sur une épizootie qui ravageait les moutons en Beauce (maladie du charbon ou « sang de rate de mouton »). Il est décoré de la Légion d'honneur en avril 1845
Il devient membre correspondant de la Société royale et centrale d’Agriculture, associé honoraire de la Société vétérinaire de Londres.
En 1860, Delafond est nommé directeur d’Alfort, en remplacement de Renault (directeur depuis 1839), mais sa santé est alors déjà chancelante depuis quelques années ; il meurt à la fin de 1861, à 56 ans.

## Œuvres
Delafond se penche sur les maladies de l’appareil respiratoire ; il s’inspire des travaux de Laennec sur l’auscultation afin d’établir le diagnostic des maladies ; il propose un mémoire sur l’exploration des organes de la poitrine des animaux, un autre sur le croup des différents animaux domestiques, et réalise ainsi des progrès considérable en médecine vétérinaire, si bien qu’on l’engage à prendre une part active dans la collaboration au Recueil de médecine vétérinaire (qui paraît à partir de 1824).
Analysant les maladies contagieuses du bétail, en particulier le sang-de-rate (charbon) et la péripneumonie contagieuse, il propose un Traité de la maladie de sang des bêtes ovines et bovines, ainsi qu’un Traité de la maladie de poitrine du gros bétail, étudiant le mode de propagation au niveau international. Pendant encore de longues années, il s’intéresse surtout à la gale des animaux domestiques en 1857, avec le docteur Bourguignon, il donne un Traité pratique d’entomologie et de pathologie comparées de la psore des hommes et des animaux domestiques (1857)). 
Il faut encore citer de lui les études sur le rendement du gros bétail primé dans les concours de boucherie, un mémoire sur l’emploi du sel dans l’économie des animaux, un mémoire sur l’élève et l’engraissement des veaux dans le Gâtinais, etc. 

### Maladie du charbon
Ses travaux les plus remarquables sont ceux sur la maladie du charbon, car ils représentent dans la carrière d'un seul et même chercheur, la révolution des concepts qui s'opère en moins de 30 ans en médecine vétérinaire. au XIXe siècle.
Dès l'année 1838, Delafond montrait à ses élèves « qu'il y avait dans le sang charbonneux des petits bâtonnets, comme il les appelait, ce n'était alors pour lui et ses élèves qu'une sorte de curiosité sans importance scientifique… ». À cette époque, Delafond travaillait en collaboration avec Gabriel Andral, pionnier de l'hématologie, sur la composition du sang des animaux dans l'état de santé et de maladie. Leur but était de comparer les proportions de globules, de fibrine et d'eau, dans les états de pléthore et d'anémie, la démarche ne différant guère de celle du XVIIIe siècle.
En 1841, les moutons de la Beauce sont décimés par la maladie. Delafond reçoit de l'autorité de Laurent Cunin-Gridaine, ministre de l'Agriculture, la mission « d'aller étudier cette maladie sur les lieux où elle sévissait, d'en rechercher les causes et d'examiner particulièrement si ces causes ne résidaient pas dans le mode de culture usité dans le pays » .  Delafond arrive en Beauce en 1842, il voit que le mal frappe les moutons les plus forts, il incrimine la pléthore sanguine due à l'ingestion excessive d'aliments azotés. À l'autopsie, la rate est congestionnée et noirâtre.  Il constate que la splénomégalie (grosse rate) des moutons décroit du nord au sud, de la Beauce vers la Loire… 
Il en conclut que la maladie de « sang de rate de mouton » est un accident de pléthore, un coup-de-sang ou apoplexie splénique (splenic fever des Anglais), et il conseille la saignée comme remède. Ici, Delafond reste sous l'influence de la doctrine de François Broussais, faisant des phlegmasies digestives (irritation et inflammation du tissu digestif) la cause unique de toutes les maladies, à traiter par saignées de sangsues.
Moins de vingt ans plus tard, le tableau conceptuel est radicalement différent. En 1856, il est chargé d'étudier une épizootie de fièvre charbonneuse frappant les chevaux de la Compagnie des petites-voitures de Paris, on l'appelle « la maladie régnante ».  Delafond a suivi les travaux de ceux qui ont redécouvert les bâtonnets qu'il avait aperçu en 1838.  A cette occasion, il améliore les techniques de préparations permettant de mieux les observer, mettant ici un terme à certaines objections critiques, mais surtout il inaugure la première tentative de culture des microorganismes observés.  
En plaçant du sang charbonneux « dans des verres de montre, à la température habituelle du corps. Il avait vu des petits bâtonnets grandir et devenir filaments. Il les comparaît à un "mycélium très remarquable". J'ai vainement cherché, ajoutait Delafond, à voir le mécanisme de fructification, ce à quoi j'espère arriver ». 
À ce stade, il présente ces travaux en 1860, lors d'une communication devant la Société des vétérinaires, il le fait de manière prudente, s'il en affirme la valeur diagnostique et pronostique, il n'ose en conclure sur la valeur causale et pathogénique « je suis loin de prétendre que...mais je me dois de faire remarquer que... ». Selon F. Arloing, ces vues très nouvelles furent accueillies par de nombreux sarcasmes.
La mort frappa Delafond avant qu'il ait pu achever son travail. La démonstration causale sera faite par le français Casimir Davaine en 1863-1868, et la réussite complète de la culture avec sporulation par l'allemand Robert Koch en 1874.

## Publications
- Traité sur la police sanitaire des animaux domestiques…, Paris : chez Béchet jeune, 1838, in-8°, 813 p.
- Traité de pathologie et de thérapeutique générales vétérinaires, Paris : chez Béchet jeune, 1838, in-8° ; Paris : Labé, 1843, 2 vol. in-8° ; Traité de pathologie générale comparée des animaux domestiques, Paris : Labé, 1855, in-8°, X-724 p.
- Instruction sur la pleuro-pneumonie ou péripneumonie contagieuse des bêtes bovines de la vallée de Bray (Seine-Inférieure), Paris : Impr. administrative de Paul Dupont et Cie, 1840, in-8°, 46 p.
- Instruction sur les causes, les symptômes, les altérations de la péripneumonie du gros bétail du département du Jura, les moyens de guérir et de prévenir cette maladie, Lons-le-Saunier : Impr. de F. Gauthier, [1841], in-8°, 40 p.
- avec Jean-Louis Lasseigne, Traité de l’histoire naturelle et médicale des substances employées dans la médecine des animaux, suivi d’un traité de pharmacie vétérinaire, suivi d'un Traité élémentaire de pharmacie vétérinaire théorique et pratique, Paris : Béchet jeune et Labé, 1841, in-8°, XXVII-628 p., 8 f. ; 2e éd., Paris : Labé, 1853, in-8°, XXIV-815 p.
- Traité de matière médicale
- Traité de la maladie de sang des bêtes ovines et bovines
- Traité de la maladie de poitrine du gros bétail
- Recherches sur l’élève et l’engraissement des veaux dans le Gâtinais, les maladies des veaux d’engrais et les moyens de les prévenir et de les guérir, Paris : Impr. de F. Locquin, 1844, in-8°, 40 p.
- Traité sur la maladie de poitrine du gros bétail, connue sous le nom de péripneumonie contagieuse, Paris : Labé, 1844, in-8°, XV-319 p.
- Traité sur la maladie de sang des bêtes bovines, suivi de l’étude comparée de cette affection avec l’entérité suraiguë et la fièvre charbonneuse, Paris : Labé, 1848, in-8°, 316 p.
- Progrès agricole et amélioration du gros bétail de la Nièvre…, Paris : Labé, 1849, in-8°, 240 p.
- Sur l'emploi du sel marin dans l'économie des animaux domestiques, Paris : Impr. de Ve Bouchard-Huzard, Société nationale et centrale d’agriculture, 1850, in-8°, 26 p.
- avec le docteur Bourguignon, Traité pratique d’entomologie et de pathologie comparées de la psore des hommes et des animaux domestiques, 1857